# Kovács Apollónia
Kovács Apollónia, Grabócz Miklósné, (Volkány, 1926. szeptember 20. – Budakalász, 2012. november 17.) Kossuth-díjas magyar előadóművész, népdalénekes, színésznő.

## Életpályája
Gyermekkorát nagyrészt Nyárádremetén töltötte. A második világháború idején, Kolozsvárott figyeltek fel hangjára, de csak a béke beállta után, 1945–46-ban a Józsa Béla Athenaeum Művészképzőjében tanulhatott. Tanárai Borbáth Magda, Maczalik Gabriella és Poór Lili voltak. Magánúton képezte tovább hangját Lorenz Kornéliánál és Szikossy Gizellánál.
A végzés után színésznő volt egy nagyenyedi magántársulatnál. 1949-ben a Nagyváradi Szigligeti Színházhoz szerződött. Rendszeresen énekelt a város római katolikus székesegyházának kórusában. Az 1950-es években gyakran szerepelt a kolozsvári rádióban népdalfelvételeivel, az évtized második felében már a Magyar Rádióban is hallható volt későbbi férje, Grabócz Miklós közbenjárására.
1961 novemberében települt Magyarországra, szabadfoglalkozású előadóművészként Budapesten élt, és magyar cigánydalokat adott elő. Már 1962-ben elkezdett külföldön szerepelni. A következő évtizedekben egészen Kanadáig, Új-Zélandig eljutott. 1964-ben kötött házasságot Grabócz Miklóssal (1974-ben megözvegyült). Magyarországon Kovács Magda énektanár növendéke volt.
Nemcsak előadta, hanem férjével gyűjtötte is a dalokat, illetve egyes dalokat ő fordított le magyar nyelvre. Tagja volt az Artisjus Dankó Pista-díját odaítélő bizottságnak. 2007-ben a népi kultúra és népdalkincs ápolásáért, illetve előadó-művészete elismeréseként a Magyar Köztársasági Érdemrend középkeresztjével tüntették ki. 2011-ben megkapta a Kossuth-díjat is, de ezt már személyesen nem tudta átvenni.
Élete utolsó szakaszában súlyos betegségek kínozták. Egy idősek otthonában halt meg. Sírja a Fiumei úti temetőben található [41–1–14].

## Színpadi szerepei
A Színházi Adattárban regisztrált bemutatóinak száma 1.
- Huszka Jenő: Gül Baba....Fatime
- Virgil Stoenescu: Napfényes út....Amiliana
- William Shakespeare: A makrancos hölgy....Perdita
- Móricz Zsigmond: Rokonok....Lina
- Szirmai Albert: Tabáni legenda....
- Lucia Demetrius: Három nemzedék....Eliza
- Guilherme Figueiredo: A róka meg a szőlő... Méli
- Lope de Vega: A kertész kutyája....Marcela
- Valentyin Katajev: Bolondos vasárnap....Orvosnő
- Adujev–Scserbacsov: Dohányon vett kapitány....Dian
- Franz Schubert: Három a kislány....Tschöllné
- Szigligeti Ede: Liliomfi....Erzsi
- Mihail Davidoglu: Tűzerőd....Florica
- Sütő András–Hajdú Zoltán: Mezítlábas menyasszony....Kocsis Juliska
- Iszajev–Galics: Nem magánügy....Dunyja
- Simon Magda: Száz házas lakodalom....Róza
- Johann Strauss: A cigánybáró....Cipra
- Konsztantyin Szimonov: Idegen árnyék....Ljena
- Szejnyin–Tur fivérek: Villa a mellékutcában....Dr. Erna Kurtzius
- Móricz Zsigmond: Pacsirtaszó....Amerikásné
- Anatolij Szofronov: Moszkvai jellem....Olga Szeverova
- Mihail Arkagyevics Szvetlov: Húsz év múlva....Toszja
- Borisz Lavrenyov: Amerika hangja....Sally
- Dunajevszkij: Szabad szél....Monna
- Szejnyin–Tur fivérek: Ha majd üt az óra....Varvara Kalugina
- Radu Boureanu: Ordasok....Grafina
- Howard Fast: Harminc ezüst pénz....Hilda Smith
- Kacsóh Pongrác: János vitéz....II. udvari dáma
- Molnár János: Kézfogó....Piroska
- Borisz Gorbatov: Az apák ifjúsága....Natasa–Jelena
- Kiss László–Kováts Dezső: Vihar a havason....Mariuca
- Makszim Gorkij: Az utolsók....Ljubov
- Konsztantyin Szimonov: Egy szerelem története....Kátya
- Kálmán Imre: Csárdáskirálynő....Leontina bárónő
- Miloslav Stehlik: Új ember kovácsa....Jekatyerina Grigorjevna
- Lev Tolsztoj: Feltámadás....Jekatyerina Maszlova
- Rimanóczy Kálmán: Éjszakai ügyelet (Műtét)....Dr. Bucur Mária
- Szigligeti Ede: A cigány....Rúzsi
- Szabó Lajos: Menekülés....Anna
- Gherase Dendrino: Szálljon a dal....I.szobalány
- Kornyijcsuk: A fehér köpeny....Ápolónő

## Lemezei
- Te akartad, hogy így legyen
- Kovács Apollónia (1962)
- Gyöngyvirágos kis kertemben
- Hungarian Songs (1964)
- Cigánydalok (Gipsy Songs) (1967)
- Magyar nóták (1971)
- Székely népdalok
- Apollonia (1984)
- Hej, daládé, daládé (1991)
- Bíró uram, bíró uram (2000)
- Hosszú útnak hosszú pora (2002)

## Díjai
- A Magyar Köztársasági Érdemrend kiskeresztje (1994)
- Lyra-díj (1998)[8]
- Dankó Pista-díj (2000)
- A Magyar Köztársasági Érdemrend középkeresztje (2007)
- Kossuth-díj (2011)